# FAW Premier Cup
A FAW Premier Cup (antigamente a FAW Invitation Cup) foi uma copa do futebol galês, organizado anualmente pela Associação de Futebol do País de Gales desde 1997 até 2008. Visto que os 6 clubes galeses que disputavam o futebol inglês eram proibidos de disputar a Copa de Gales, era difícil saber qual era o melhor time galês de cada temporada. Portanto a FAW Premier Cup foi criada para este propósito. A competição consistia em um torneio eliminatório entre os quatro melhores times de cada temporada do Campeonato Galês de Futebol e os quatro melhores clubes galeses dentre aqueles que disputavam o futebol inglês na época (Cardiff City, Swansea City, Wrexham, Newport County, Merthyr Tydfil e Colwyn Bay).
O formato original incorporou os três clubes galeses que jogam na Football League: (Cardiff City, Swansea City e Wrexham) com uma vaga direta para os três, juntamente com Merthyr Tydfil, além dos quatro melhores clubes do Campeonato Galês de Futebol. Até a temporada 2001–2002 O Merthyr Tydfil tinha uma vaga direta garantida, enquanto o Newport County e o Colwyn Bay não eram convidados a participar. A partir da temporada 2002–2003, o melhor colocado nas ligas inglesas dos três (Newport County, Merthyr Tydfil e Colwyn Bay) seria convidado.
A partir da temporada 2004–2005 o torneio foi expandido para 16 clubes: Os 10 melhores clubes do Campeonato Galês de Futebol, o campeão da Copa de Gales, (Cardiff City, Swansea City e Wrexham) com uma vaga direta para os três e os dois melhores colocados nas ligas inglesas dos três clubes: (Newport County, Merthyr Tydfil e Colwyn Bay) também seriam convidados. O Colwyn Bay nunca conseguiu se classificar.

## Finais
| Temporada | Campeão        | Resultado | Vice           |
| --------- | -------------- | --------- | -------------- |
| 1997–1998 | Wrexham        | 2–1       | Cardiff City   |
| 1998–1999 | Barry Town     | 2–1       | Wrexham        |
| 1999–2000 | Wrexham        | 2–0       | Cardiff City   |
| 2000–2001 | Wrexham        | 2–0       | Swansea City   |
| 2001–2002 | Cardiff City   | 1–0       | Swansea City   |
| 2002–2003 | Wrexham        | 6–1       | Newport County |
| 2003–2004 | Wrexham        | 4–1       | Rhyl           |
| 2004–2005 | Swansea City   | 2–1       | Wrexham        |
| 2005–2006 | Swansea City   | 2–1       | Wrexham        |
| 2006–2007 | The New Saints | 1–0       | Newport County |
| 2007–2008 | Newport County | 1–0       | Llanelli       |

## Títulos por clubes
| Clube          | Campeão | Vice | Temporadas dos títulos                      |
| -------------- | ------- | ---- | ------------------------------------------- |
| Wrexham        | 5       | 3    | 1997-98, 1999-00, 2000-01, 2002-03, 2003-04 |
| Swansea City   | 2       | 2    | 2004-05, 2005-06                            |
| Cardiff City   | 1       | 2    | 2001-02                                     |
| Newport County | 1       | 2    | 2007-08                                     |
| Barry Town     | 1       | 0    | 1998-99                                     |
| The New Saints | 1       | 0    | 2006-07                                     |
| Rhyl           | 0       | 1    |                                             |
| Llanelli       | 0       | 1    |                                             |